# کریم‌آباد (نطنز)
کریم‌آباد (نطنز)، روستایی از توابع بخش امام زاده شهرستان نطنز در استان اصفهان ایران است.

## جمعیت
این روستا در دهستان خالدآباد قرار دارد و براساس سرشماری مرکز آمار ایران در سال ۱۳۸۵، جمعیت آن زیر سه خانوار بوده‌است.